# Cholovocera major
Cholovocera major is een keversoort uit de familie zwamkevers (Endomychidae). De wetenschappelijke naam van de soort werd in 1887 gepubliceerd door Edmund Reitter.